# Edele Kruchow
Clara Edele Bengta Kruchow (ur. 22 października 1915 we Frederiksbergu, zm. 4 września 1989) – duńska polityk, nauczycielka i działaczka feministyczna, deputowana Folketingetu i posłanka do Parlamentu Europejskiego.

## Życiorys
Córka właściciela firmy budowlanej Hansa Philipa Edliota Langberga i Kammy Hansen, siostra historyka sztuki Haralda Langberga. W 1944 ukończyła studia nauczycielskie w zakresie historii, geografii i języka francuskiego na Uniwersytecie Kopenhaskim. Następnie przez wiele lat pracowała w wyuczonym zawodzie, piastując stanowisko dyrektor gimnazjum w Kopenhadze. Działała w stowarzyszeniach nauczycielskich oraz organizacjach feministycznych i humanitarnych. Była przewodniczącą Narodowej Rady Kobiet (Danske Kvinders Nationalråd) i z jej ramienia delegatką do ONZ. Autorka książek i publikacji dotyczących między innymi edukacji i ruchu spółdzielczego.
Zaangażowała się w działalność polityczną w ramach Det Radikale Venstre, od 1960 do 1976 zasiadała w radzie miejskiej Søllerød. W latach 1971–1977 była posłanką do Folketingetu. Od lipca 1975 do sierpnia 1977 oddelegowana do Parlamentu Europejskiego, należała do frakcji liberalno-demokratycznej. W latach 1975–1977 członek Zgromadzenia Parlamentarnego Rady Europy.
Była zamężna z Harrym, mieli dwoje dzieci.